# Улица Рихарда Зорге (Санкт-Петербург)
Улица Рихарда Зорге — улица в Красносельском районе Санкт-Петербурга. Проходит от улицы Доблести до улицы Десантников.

## История
Улица получила название 28 мая 1979 года в честь советского разведчика Рихарда Зорге.  Застраивалась в 1970—1980-х годах. Поначалу строились дома-корабли. В 2000-х годах пустые места застраивались новыми домами.

## Транспорт
Ближайшие станции метро — Ленинский проспект и Проспект Ветеранов.
Автобусы № 87, 111, 142.

## Пересечения

Аннотационная доска Р. Зорге

- Улица Доблести
- Проспект Кузнецова
- Брестский бульвар
- Улица Десантников

## Объекты
- Детская поликлиника № 53;
- Магазин Пятёрочка;
- Банкомат;
- Поликлиника № 106;
- Поликлиника № 119;
- Травмпункт;
- Женская консультация № 25.